# Amneidus godefroyi
Amneidus godefroyi es una especie de coleóptero de la familia Lucanidae.

## Distribución geográfica
Habita en Isla Reunion.